# Oncidium dasytyle
Oncidium dasytyle là một loài phong lan đặc hữu của Brasil (Rio de Janeiro).

## Hình ảnh

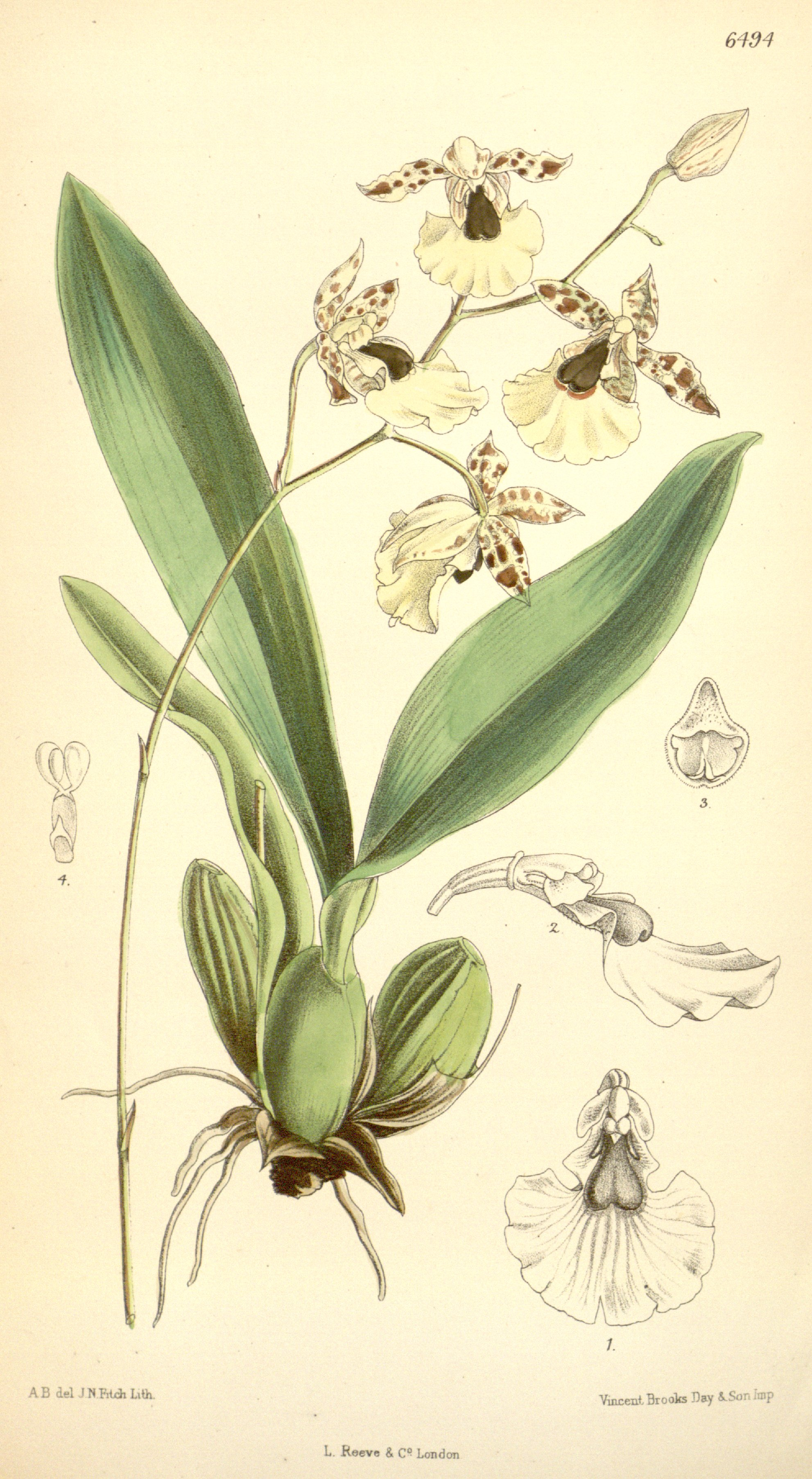
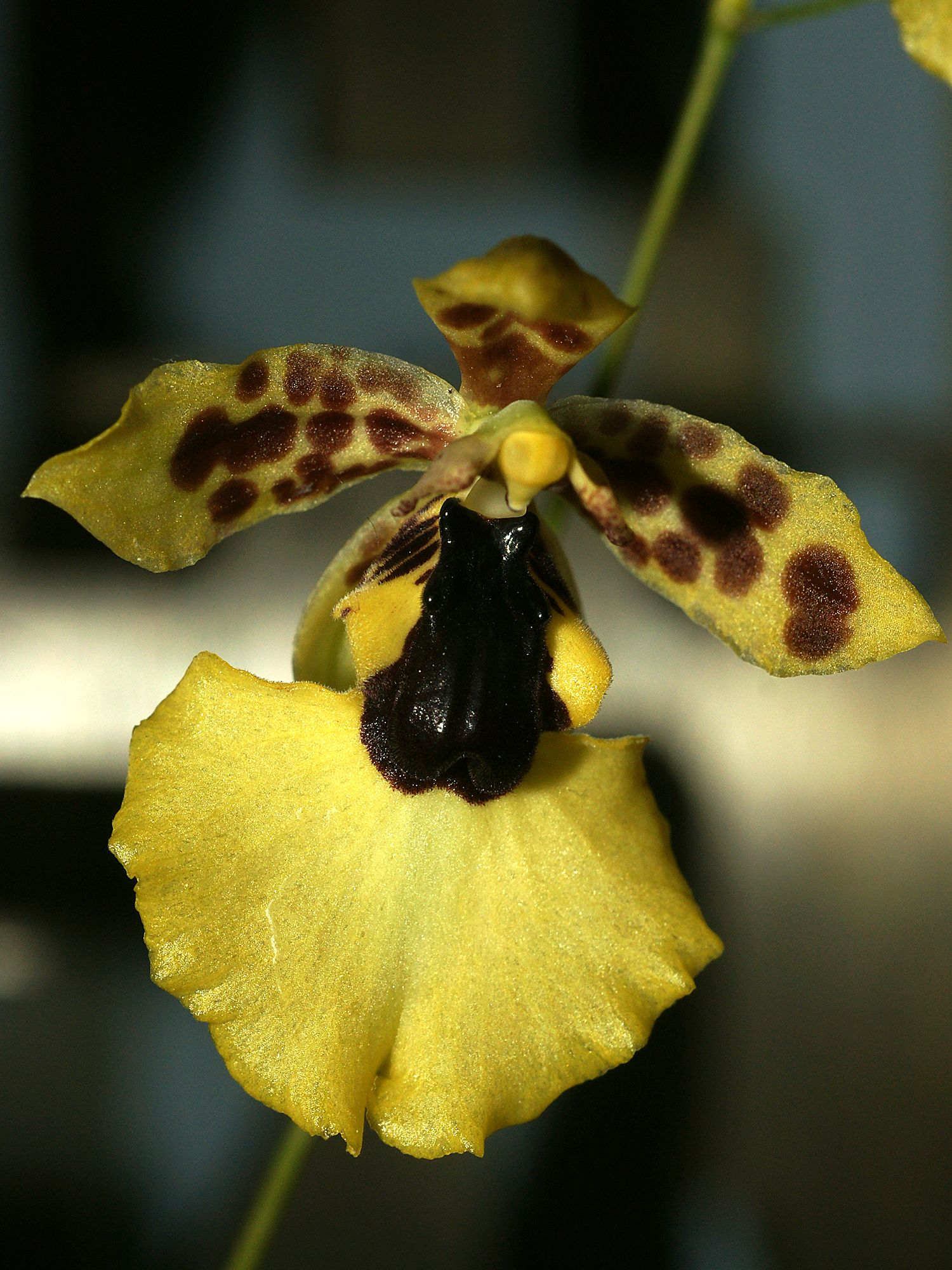
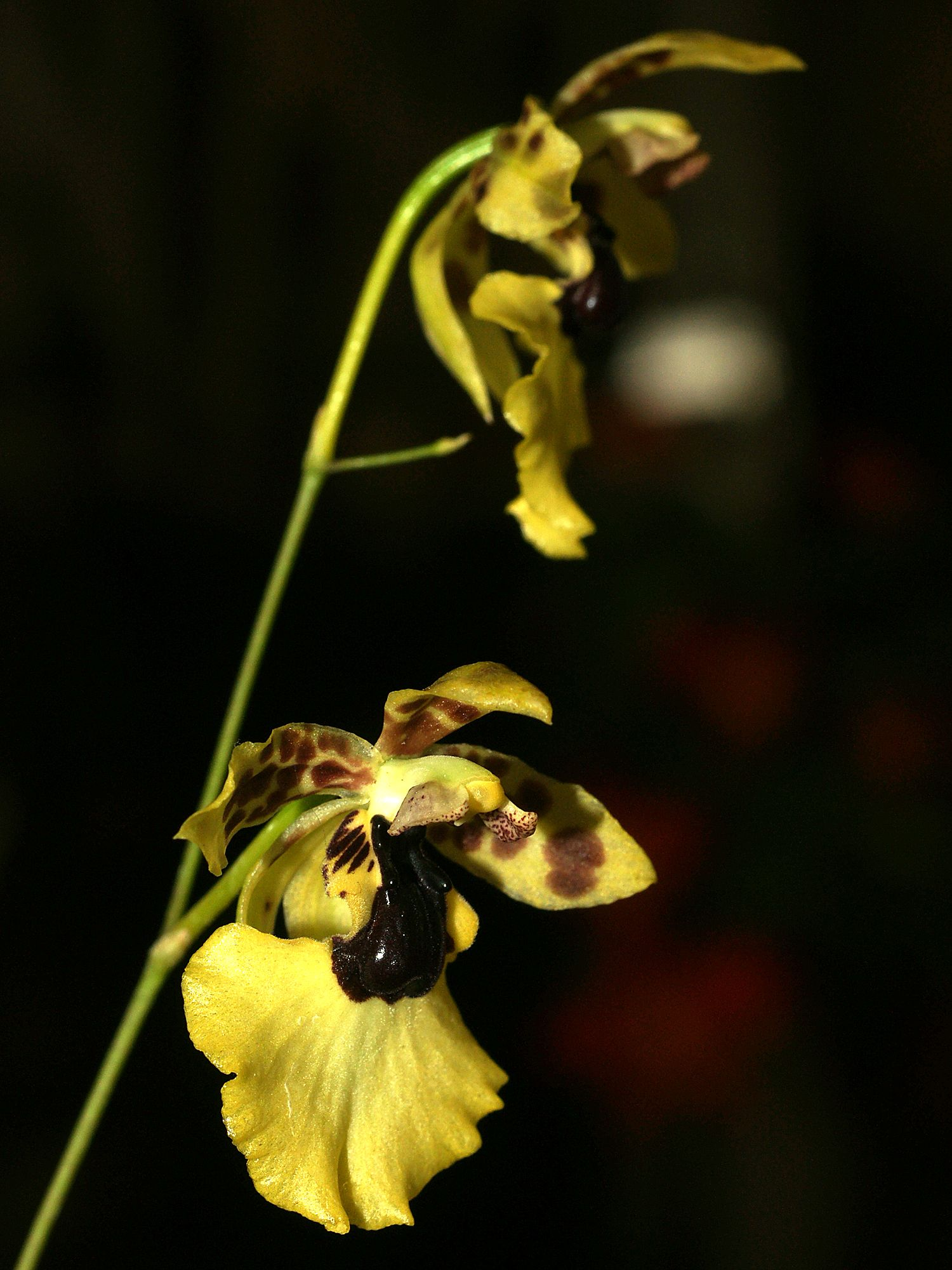